# 三色玄珠螺
三色玄珠螺（学名：Mastonia cingulifera）为左錐螺科下的一个迷你貝物种。舊屬玄珠螺屬，今屬雙珠螺屬。

## 分佈
本物種分佈於熱帶太平洋
見於南韓、台灣綠島及香港。